# Satrapija
Satrapija (grško σατραπεία, latinizirano: satrapeia iz staroperzijskega (medijskega) khšatrapāvā - satrap) je bila provinca oziroma upravna enota v perzijskih državah Ahemenidov (550–330 pr. n. št.), Aleksandra Velikega in Selevkidov (312–140 pr. n. št. ali 64 pr. n. št.).   

## Opis
Na čelu satrapije je bil satrap, ki je je bil zadolžen za civilno upravo, finance in vojsko svoje satrapije. Vsako leto je moral perzijskemu kralju plačevati odmerjen tribut oziroma davek, in mu vojaško pomagati v primeru vojne. Bil je tudi glavni sodnik province, ter bil zadolžen za vzdrževanje cest. Satrap je tako razpolagal z veliko avtonomije, kar se je odražalo v pogostih uporih satrapov zoper kralja v času Ahemenidov.
Sistem provincionalne uprave, podoben satrapijam, so poznali že v Medijskem cesarstvu pred letom 648 pr. n. št. Prvo obsežno delitev Ahemenidskega cesarstva na satrapije pa se je začela v času Kira II. Velikega okrog leta 530 pr. n. št. Sistem satrapij so za njim prevzeli vsi njegovi nasledniki in poznejše dinastije: Aleksander Veliki, Selevkidi, Parti in Sasanidi. 
Število satrapij se je stalno spreminjalo. Pod Kirom II. Velikim je bilo v cesarstvu 26 satrapij, poznejši kralj Darej I. pa je to število povečal na 36. Za obdobje Ahemenidov je na razpolago več seznamov satrapij, od katerih so najbolj znani:
- Darejev napis v Behistunu,
- seznam davkoplačevalcev v Zgodovini grškega raziskovalca Herodota,
- seznam perzijskih vojaških enot v istem Herodotovem delu,
- napis na Darejevi grobnici v Nakš-e Rostamu,
- Kserksov napis v Daivi.

Mnogo satrapij je omenjenih tudi v knjigi Anabasis, ki jo je napisal Arijan iz Nikomedije o Aleksandru Velikemu. Našteto gradivo omogoča dober pregled dvestoletnega razvoja teritorialnih enot Ahemenidskega cesarstva. 
V Partskem cesarstvu je bilo po podatkih Plinija Starejšega osemnajst satrapij.

## Seznam satrapij v obdobju Ahemenidov
Mnenja strokovnjakov za obdobje Ahemenidov se glede satrapij precej razhajajo. Nekateri se sklicujejo na Herodota, ki trdi, da je satrapije ustanovil tretji ahemenidski kralj Darej I. Drugi pa trdijo, da so satrapije nastale že v času Kira Velikega (559–530 pr. n. št.). Razlog za razhajanje mnenj je zgodovinska resnica, da je podroben seznam satrapij nastal šele v času vladanja Makedoncev okrog leta 330 pr. n. št.
Zadnjih znani podatki kažejo, da je bilo v 5. stoletju pr. n. št. štirindvajset, tako imenovanih, glavnih satrapij: 
- Lidija (perzijsko Sparda), upravno središče: Sarde
- Kapadokija (Katpatuka)
- Babilonija (Bábiruš), upravno središče: Babilon
- Asirija (Athurá)
- Egipt (Mudrája), upravno središče: Memfis (v letih 401/404–342 pr. n. št. je bila satrapija samostojna)
- Libija (Putája), v letih 401/404–342 pod oblastjo Egipta
- Medija (Máda), upravno središče: Ektabana
- Armenija (Armina)
- Partija (Parthava)
- Horezm (Horezm) (Uvárazmiš)
- Pars (Pársa), upravno središče: Pasargad
- Elam (Uvdža)
- Baktrija (Báchtriš), upravno središče: Baktra
- Sogdija (Suguda)
- Gandara (Gandára)
- Arija (Haraiva)
- Dahá (ozemlje Dahov), delno neodvisno ozemlje
- Saká tigrakaudá (ozemlje Masagetov), delno neodvisno ozemlje
- Saká haumavargá (ozemlje Amirgijcev), delno neodvisno ozemlje
- Arahozija (Harauvatiš), upravno središče: Arahoti (kasnejši Aleksandropolis)
- Drangijana (Zranka)
- Satagidija (Thataguš)
- Indija (Hinduš)
- Gedrozija (Maka)

Najpomembnejše glavne satrapije so bile Lidija, Babilonija, Egipt, Medija, Pars, Baktrija in Arahozija, v katerih so bila tudi upravna središča.

## Satrapije v času Selevkidov
Ko je Aleksander Veliki v drugi polovici 4. stoletju pr. n. št. osvajal Perzijo, ni spreminjal sistema satrapij. Meje in delovanje perzijskih provinc je ostalo isto kot pod Ahemenidi, razen tega, da je Aleksander Veliki zamenjal stare satrape z sebi zvestimi ljudmi.
Po smrti Aleksandra, leta 323 pr. n. št., in po medsebojnem spopadu diadohov, si je večji del bivšega Ahemenidskega cesarstva izboril general Selevk I., začetnik nove perzijske dinastije Selevkidov. Ta je obdržal meje in število satrapij iz časa Aleksandra, ampak je drastično zmanjšal moč satrapov in na novo definiral upravo satrapij, da ne bi bila kraljeva moč spet ogrožena kot pod Ahemenidi. Satrapije je še dalje razdelil na manjše enote, eparhije. Funkcija satrapa v eni provinci je včasih združevala civilno, finančno in vojaško upravo, kar pa je Selevk I. razdelil med tri posamezne satrape ali upravitelje v vsaki provinci, ki jih je nastavljal on sam. Nastavljeni satrapi so pogosto bili makedonskega rodu. Zgodilo se je, da sta v kakšni provinci bila samo dva takšna satrapa, namesto treh, a to se je dogajalo zelo poredko.
Davkov niso več pobirali satrapi, ampak kraljevi davkarji. Kralj je nato zbran denar odmeril satrapom za upravljanje svojih provinc. Sodno upravo in vojsko je sedaj neposredno nadziral kralj. Selevkidska država je bila s tem bolj centralizirana v primerjavi s Perzijo pod Ahemenidi.

## Provincialna uprava pod Parti in Sasanidi
Po padcu Selevkidov, so velik del njihovega cesarstva, z izjemo Levanta in delov Mezopotamije, prevzeli Parti. Pod Selevkidi so Parti živeli v satrapiji Partiji. Ti so obdržali satrapije, ampak so svoje državo zaradi lažjega upravljanja tudi bolj decentralizirali. Poleg satrapij so imperij sestavljala pol odvisna kraljestva, vsaka z svojim kraljem, ki je bil podložen samo perzijskemu kralju. Poleg kraljestev so še obstajale mestne državice, z veliko mero avtonomije, ter mejne province oziroma krajine, katere naloga je bila obramba partskih mej. Če so se pod Ahemenidi proti kralju upirali močni satrapi, so do 1 stoletja našega štetja to vlogo prevzeli mogočni partski plemiči. Ti so bili glavni svečeniki, kraljevi svetovalci, lahko pa so tudi nastavljali in odstavljali partske kralje. Lokalne elite in napol samostojna mesta so pod Parti lahko celo kovala svoj denar, dokler so kralju plačevala letni tribut.
Zmanjševanje pomembnosti satrapij in satrapov se je nadaljevalo tudi pod dinastijo Sasanidov. Satrapi so takrat postali uradniki srednjega ranga, ki so lahko upravljali samo še večja mesta, ali pa bili svetovalci na kraljevem dvoru. Ko so Arabci zavzeli ozemlje Sasanidov, so bile satrapije dokončno ukinjene.